# Loke pri Planini
Loke pri Planini este o localitate din comuna Šentjur, Slovenia, cu o populație de 105 locuitori.